# Stadion Lokomotiw w Moskwie
Stadion Lokomotiw – stadion piłkarski położony w Moskwie. Na stadionie rozgrywa swoje mecze drużyna Lokomotiwu Moskwa. Pojemność stadionu wynosi 28 880 miejsc. Koszt budowy stadionu wyniósł 30 000 000 dolarów. Koszt budowy pokryło rosyjskie Ministerstwo Transportu.